# Peridroma ambrosioides
Peridroma ambrosioides är en fjärilsart som beskrevs av Walker 1857. Peridroma ambrosioides ingår i släktet Peridroma och familjen nattflyn. Inga underarter finns listade i Catalogue of Life.